# Lindia tecusa
Lindia tecusa är en hjuldjursart som beskrevs av Harry K. Harring och Myers 1922. Lindia tecusa ingår i släktet Lindia och familjen Lindiidae. Arten är reproducerande i Sverige. Inga underarter finns listade i Catalogue of Life.